# Phlegra abessinica
Phlegra abessinica är en spindelart som beskrevs av Embrik Strand 1906. Phlegra abessinica ingår i släktet Phlegra och familjen hoppspindlar. Inga underarter finns listade i Catalogue of Life.